# Impatiens viscida
Impatiens viscida är en balsaminväxtart som beskrevs av Robert Wight. Impatiens viscida ingår i släktet balsaminer, och familjen balsaminväxter. Inga underarter finns listade i Catalogue of Life.